# Štola Halíře
Štola Halíře se nachází v masívu stejnojmenného kopce (399 m n. m.) na katastrálním území obce Pohoří v okrese Praha - západ ve Středočeském kraji. Na ústředním seznamu kulturních památek České republiky je tato lokalita zapsána od 13. 10. 2008 jako rudný důl - pinkoviště Halíře s výskytem archeologických stop. Památku spravuje Regionální muzeum v Jílovém u Prahy.

## Geologie a historie

### Zlatonosné zrudnění
Štola Halíře se nachází nedaleko hájovny a zaniklé tvrze Turyň v nejvýchodnější části Jílovského zlatonosného revíru. Z geologického i historického hlediska se odlišuje od dalších štol v okolí Jílového, neboť se nachází mimo horniny jílovského pásma, a to konkrétně ve kře kontaktních biotitických rohovců, která je obklopena granitickými horninami středočeského plutonu. Pokud jde o geologické stáří, je lokalita Halířů součástí barrandienského svrchního proterozoika, (starohor -stáří cca 570 mil. let). Rohovce zde vznikly přeměnou sedimentů štěchovické skupiny na kontaktu s vyvřelinami středočeského plutonu, s jehož vznikem přímo souvisí i původ zdejšího zlatonosného zrudnění. Toto zrudnění pochází z variského období (konec prvohor) a je vázáno na rudní žíly, které v úklonu cca 55° procházejí horninovým masívem ve směru severozápad - jihovýchod, což je směr naprosto odlišný od SSV - JJZ směru jiných rudních žil v jílovském revíru, například ve Studeném.

### Historie těžby
První písemná zmínka o těžbě v lokalitě Halíře je uvedena v Hájkově kronice a odkazuje na rok 1079, což ovšem nelze ověřit. Podle archeologických nálezů je ale zřejmé, že v oblasti Turyňského a Chotouňského potoka, které jsou pravostrannými přítoky Sázavy, se těžilo zlato již v keltském období. Ve středověku podle názoru historiků měla oblast Halířů projít dvěma významnějšími etapami těžby, a to v polovině 14. století a posléze na konci 16. století.
Důlní dílo, označované jako "štola Halíře", je však dílo novodobé, pocházející z poloviny 20. století. Je výsledkem průzkumu Halířského žilného pásma, který zde proběhl v letech 1948 - 1951. V tomto období byla vyražena tzv. Nová halířská štola a průzkumem zpřístupněna Stará halířská štola. Průzkumná štola byla ražena od Turyňského rybníka severozápadním směrem do hlubin masívu kopce Halíře. Za zmínku stojí, že ve štole pracovali pouze čtyři havíři - střelmistr, razič a další dva pracovníci, kteří nakládali horninu na vozík a po kolejnicích ji vyváželi před štolu na odval. Ražba štoly byla vedena podél křemenné žíly a zároveň sledovala poruchu ve stavbě zdejších hornin. Vznikla tak štola s unikátním profilem ve tvaru kosočtverce, respektive písmene "A", a to bez použití jakýchkoli podpěr. Celková délka systému průzkumných štol i se 4 překopy, raženými kolmo na hlavní, 258 metrů dlouhou štolu, je 369 metrů. Během ražby byly odkryty některé starší štoly v masívu Halíře, včetně štoly, zvané Pětihalíř, která je patrně středověkého původu.

## Původ názvu
Název kopce i místních štol bývá odvozován od skutečnosti, že už v historických dobách byly v této oblasti rudní žíly z hlediska výskytu zlata chudší, než v bezprostředním okolí Jílového. Důkazem je nevydobytý úsek křemenné žíly o maximální mocnosti 8 centimetrů (průměrně jen 4 cm), v níž obsah zlata odpovídal výnosu 7,7 gramů zlata na tunu suroviny. Vzhledem k nepatrné mocnosti této žíly se další průzkum jevil jako ekonomicky nezajímavý a byl 1. 10. 1951 ukončen.

## Fotogalerie

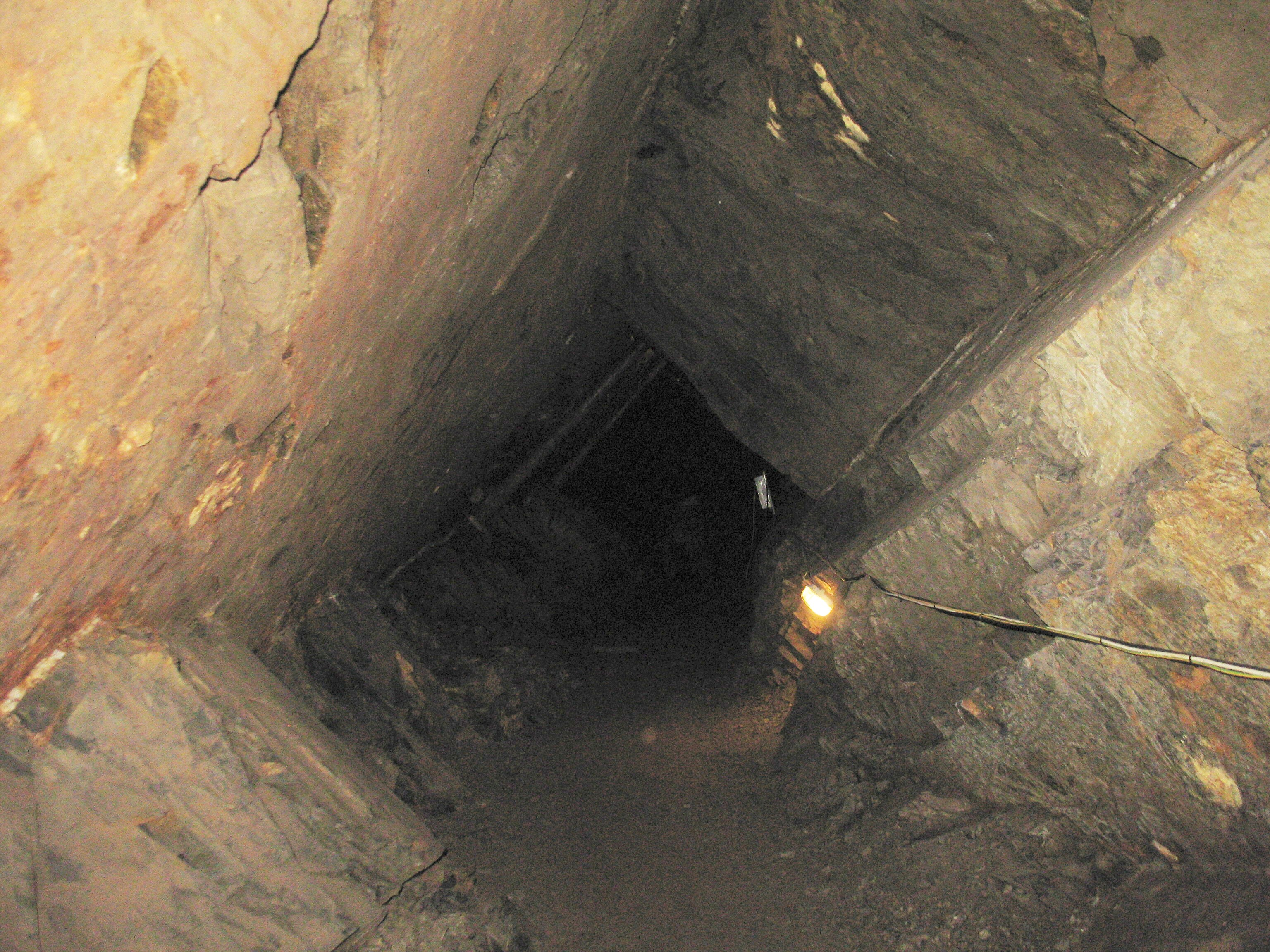
Unikátní profil průzkumné štoly Halíře
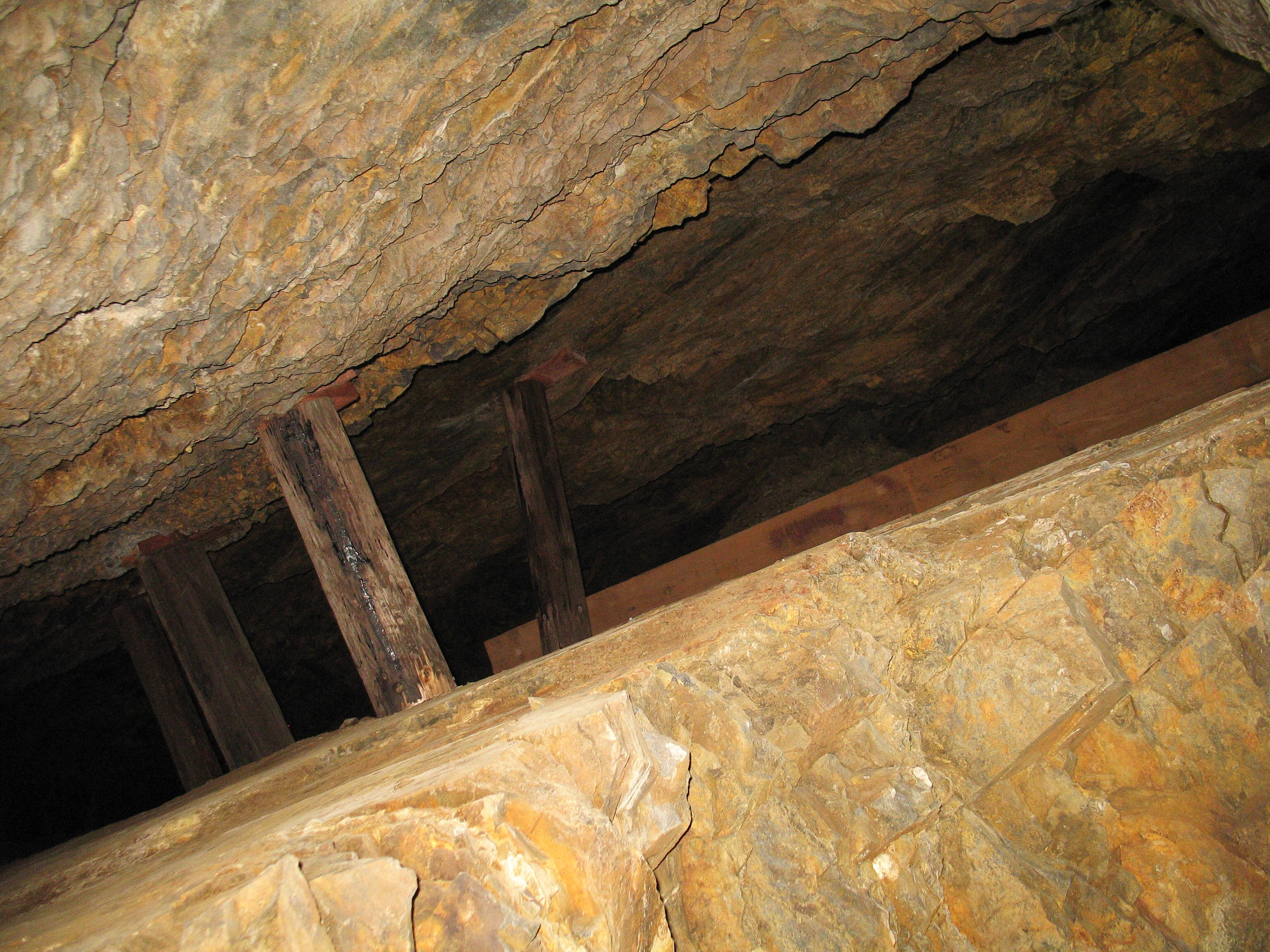
Průhled stropem štoly do starého hornického díla
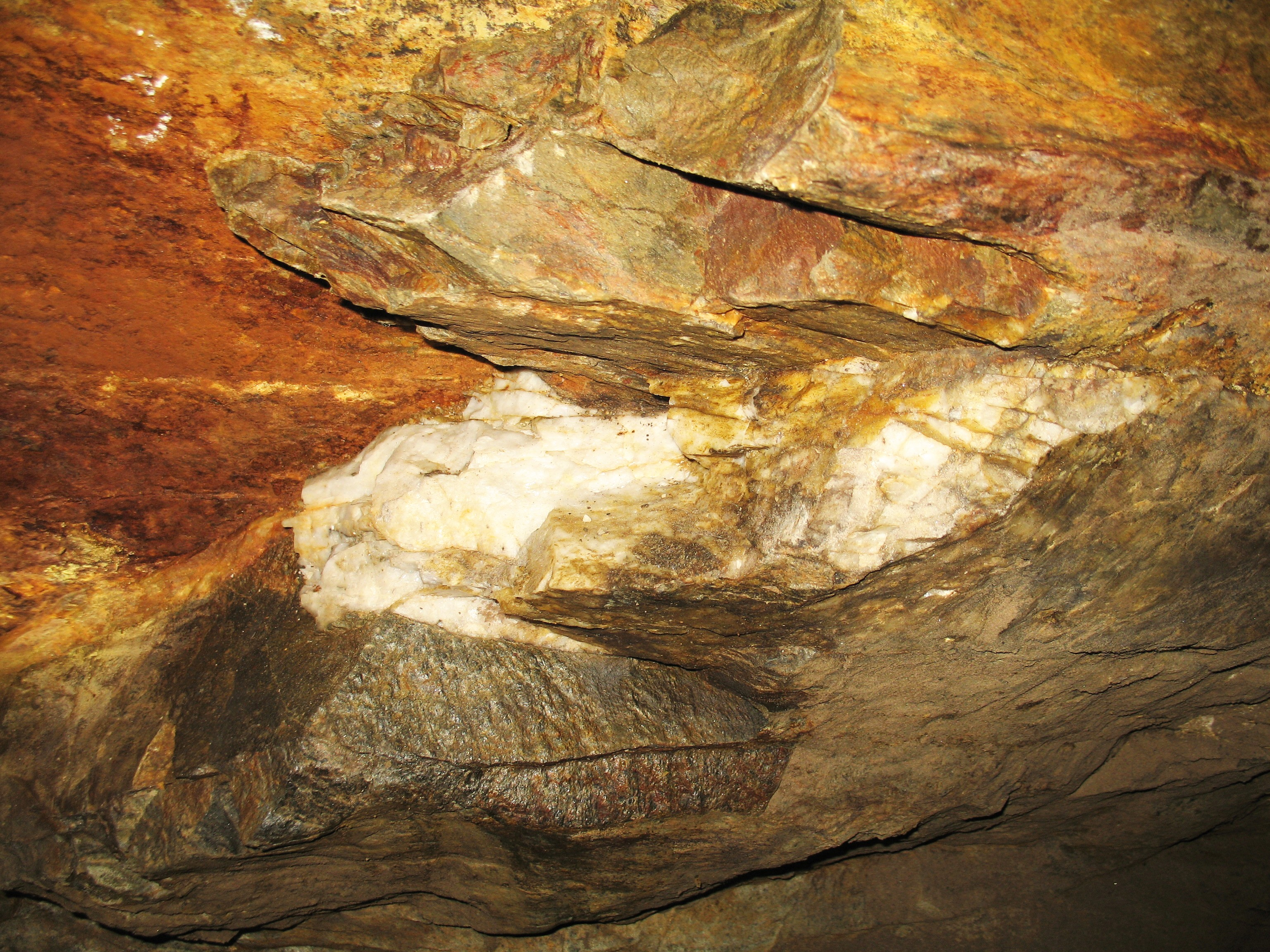
Zbytky křemenné žíly s výskytem zlata
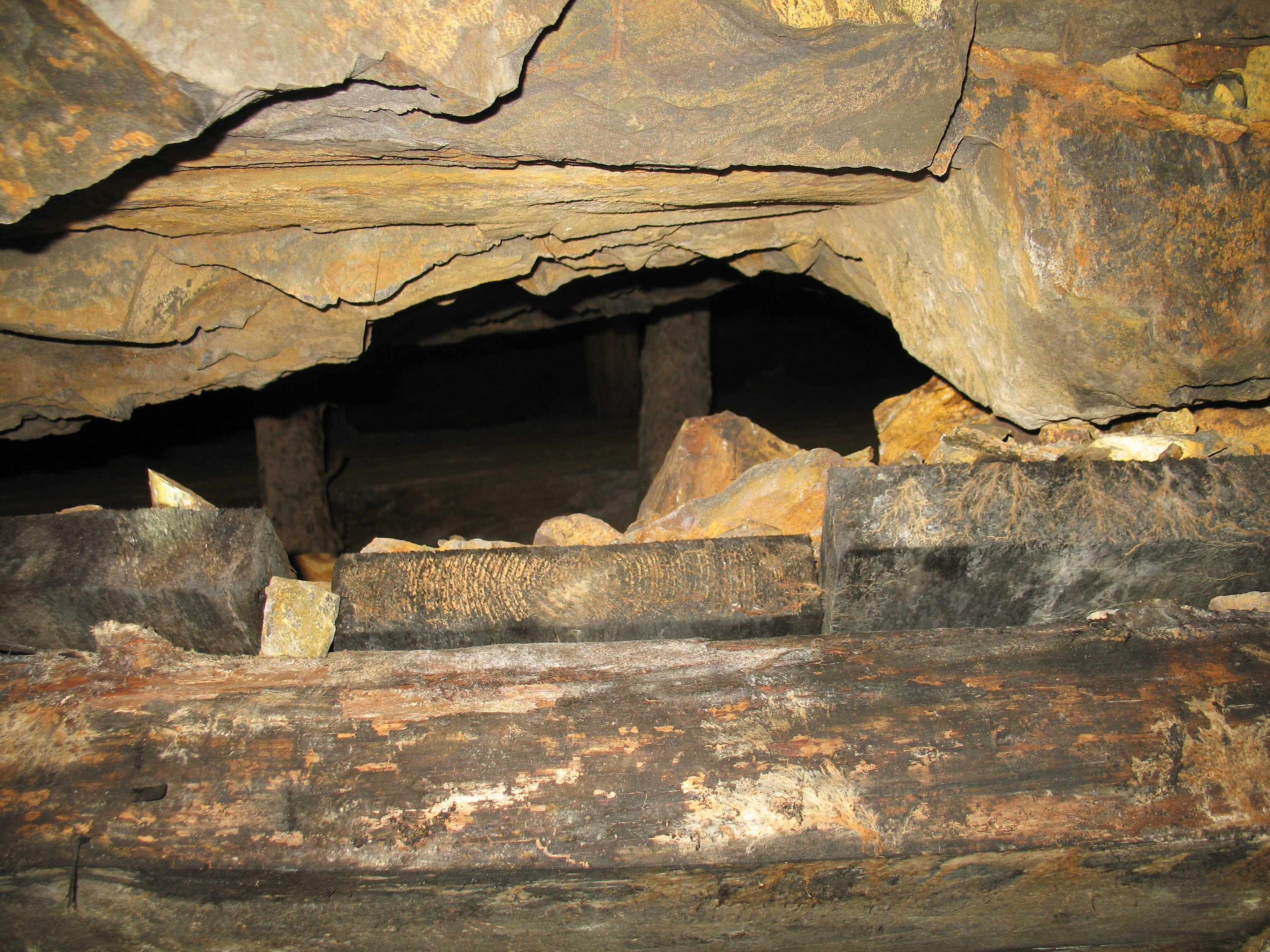
Staré důlní dílo, odkryté při ražbě nové štoly
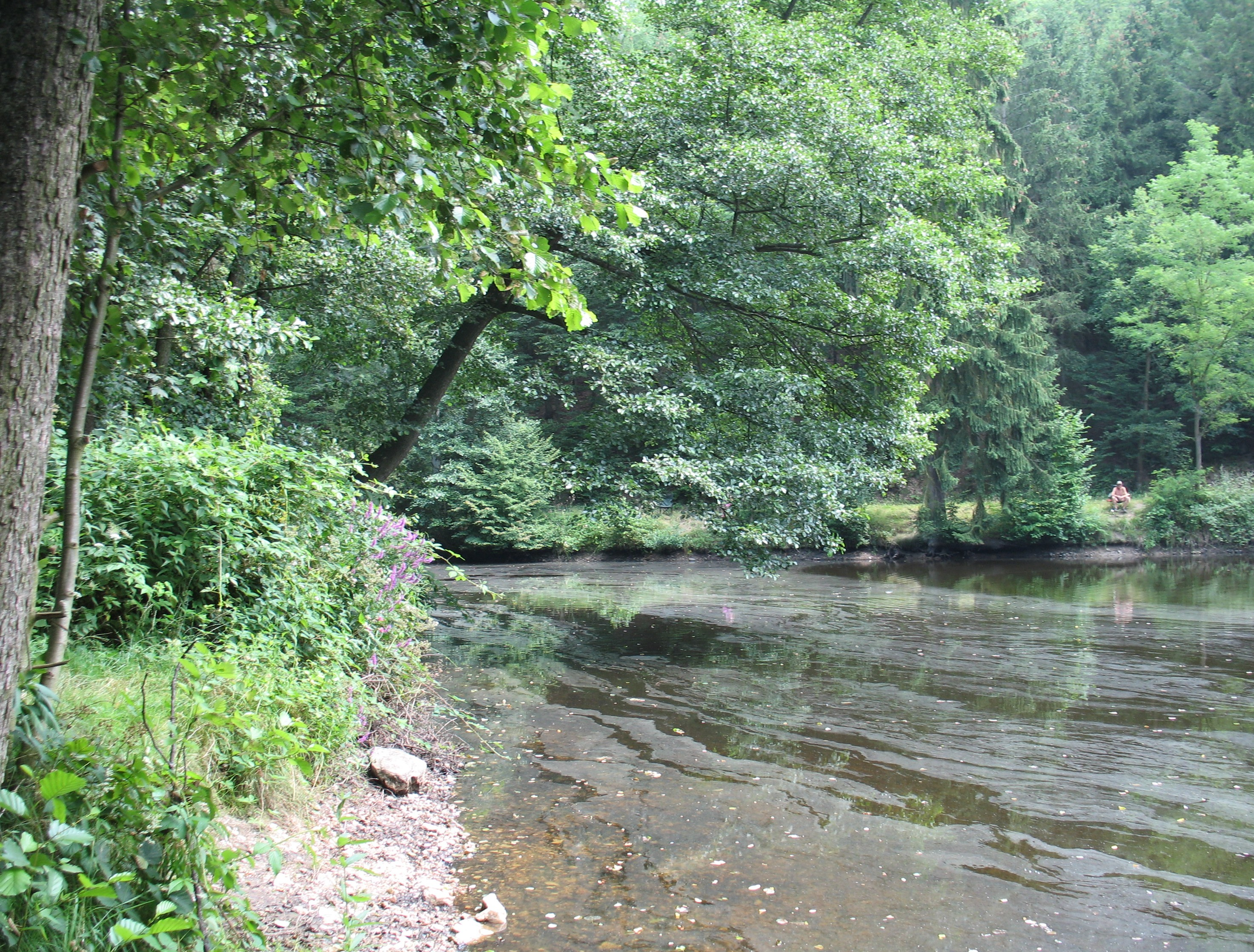
Rybník u zaniklé vsi a tvrze Turyň

## Dostupnost
Pro motoristy je vyznačen příjezd z Jílového u Prahy přes místní části Kabáty a Borek. Od rozcestí turistických značek Borek - u potoka, které se nachází asi 300 m od nádraží Jílové u Prahy na železní trati Praha – Vrané nad Vltavou – Čerčany, je vstup do štoly Halíře po červeně značené cestě vzdálen 1,4 km. Štola je přístupná veřejnosti od roku 2008 v letní turistické sezóně, tj. od dubna do října, o sobotách, nedělích a státních svátcích. Otevírací doba je od 10 do 17 hodin. V lese nad štolou, od úpatí až k vrcholu Halířů (399 m n. m.), je zachováno rozlehlé pinkoviště a četné odvaly jako svědectví historické těžby v této lokalitě.